# Minthodes rhodesiana
Minthodes rhodesiana là một loài ruồi trong họ Tachinidae.